# Svantevit

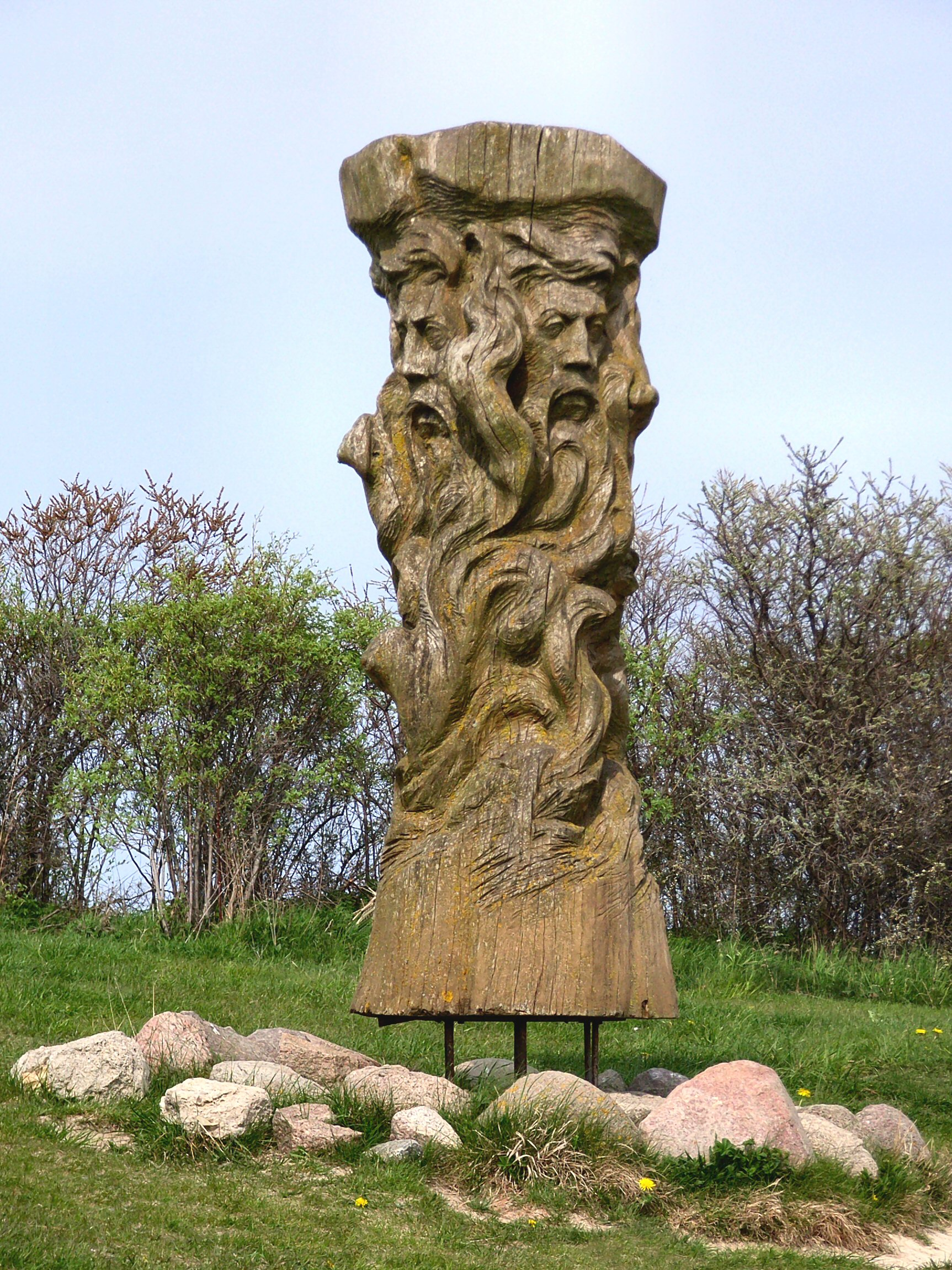
Modern trästaty som avbildar Svantevit i Arkona.

Svantevit (även kallad Sventevith, Svetovid, Suvid, Svetovid, Svantovit, Swantovít, Sventovit, Zvantevith, Świętowit, Sutvid och Vid) var en fyrhövdad krigsgud i västslavisk mytologi. Han var far till alla andra gudar och troligen en lokal variant av himmelsguden. Namnet betyder 'den helige'. 
Hos de gamla venderna tillbads Svantevit inför strid, vid den stora trästatyn i Kap Arkona. Förknippat med kulten kring honom var tillgången på vin. Ju mer vin man kunde offra till Svantevit desto bättre tider stod för dörren.